# SFM M14 Iskra
SFM M14 Iskra – opracowany w Szczecińskiej Fabryce Motocykli model motocykla turystycznego, mającego być następcą popularnego Junaka. Pojazd nie wszedł do produkcji seryjnej.

## Historia
Na początku lat 60. XX w. zaczął gwałtownie spadać popyt na motocykle Junak. Spowodowane to było głównie ich wysoką ceną (Junak był ok. trzy razy droższy od popularnej „wuefemki”). Pomimo obniżenia ceny (z 24 do 20 tysięcy złotych) sprzedaż Junaka nie wzrastała, postanowiono więc opracować zupełnie nowy model o nowoczesnej sylwetce i dobrych osiągach. Model otrzymał oznaczenie M14 i przydomek „Iskra”, który miał podkreślać zrywność i szybkość pojazdu.
Nadwozie opracowano w Szczecińskiej Fabryce Motocykli we współpracy z warszawskim Instytutem Wzornictwa Przemysłowego. Zgodnie z panującą wówczas modą, nadwozie motocykla zostało w znacznym stopniu obudowane osłonami, co upodabniało go nieco do skutera, jednak przy zachowaniu dobrych osiągów (projektowana prędkość maksymalna wynosiła 140 km/h).
Konstrukcji silnika podjęły się łódzkie Zakłady Sprzętu Motoryzacyjnego. Miała być to 2-cylindrowa, 4-suwowa jednostka napędowa o zakładanej maksymalnej mocy 22–26 KM. Przygotowane zostały trzy projekty wstępne, z których do dalszych prac wybrano projekt silnika oznaczony symbolem S132 LO autorstwa inż. Leszka Ornafa. W silniku tym zastosowano szereg nowatorskich rozwiązań wzorowanych na ówczesnych silnikach europejskich i japońskich, m.in. kształt komór spalania zbliżony do zastosowanych w późniejszych latach w motocyklach Honda i konstrukcja wału korbowego z przeciwciężarem umieszczonym centralnie, umożliwiająca łatwe i tanie wykonanie napraw. Założeniem konstruktora było, by wykorzystując większość elementów silnika S132, można było wprowadzić do produkcji jednostki jednocylindrowe o pojemności 175 cm³, a także 4-cylindrowe do zastosowania w samochodach. Temu celowi m.in. miało służyć zastosowanie dwóch identycznych głowic i dwóch identycznych cylindrów. Równocześnie przygotowano też konstrukcyjnie wariant silnika oznaczony S132 LO2, różniący się m.in. umieszczeniem sprzęgła na czopie wału korbowego, a także umożliwiający zamontowanie w motocyklu w taki sposób, by oś koła łańcuchowego pokrywała się z osią łożyskowania wahacza. W 1964 roku zmontowane zostały dwa prototypowe egzemplarze silnika S132 LO, do przeprowadzenia prób prototypów jednak nie doszło. W związku z decyzją o zaprzestaniu produkcji motocykli w Szczecińskiej Fabryce Motocykli dalsze prace nad silnikami wstrzymano.
Łącznie wykonano trzy egzemplarze motocykla „Iskra” (w dwóch zainstalowano silniki od „emzetki”, w trzecim – model wymiarowy – atrapę silnika opracowywanego w Łodzi). Produkcji seryjnej nie podjęto.
Prototyp motocykla M14 „Iskra” znajduje się w Muzeum Techniki i Komunikacji w Szczecinie.

## Charakterystyka techniczna według dokumentacji
- silnik projektowany: 4-suwowy, górnozaworowy OHC, 2-cylindrowy, rzędowy, z zapłonem iskrowym, chłodzony powietrzem
- pojemność skokowa: 350 cm³
- średnica cylindra: 62 mm, skok tłoka: 58 mm
- stopień sprężania: 8,5:1 – 9:1
- moc maksymalna: 21 KM/6000 obr./min – 26 KM/7000 obr./min
- maksymalny moment obrotowy: 32 Nm przy 3200 do 4200 obr./min
- sprzęgło: 4-tarczowe, mokre, ze sprężyną centralną
- skrzynia biegów: 4-biegowa
- masa zespołu napędowego ok. 47 kg
- hamulce: mechaniczne, bębnowe, pełnopiastowe
- zawieszenie przednie: wahacz pchany z hydraulicznymi amortyzatorami teleskopowymi
- zawieszenie tylne: wahacz wleczony z hydraulicznymi amortyzatorami teleskopowymi
- masa: 140 kg
- pojemność baku: 13 l
- prędkość maksymalna: 140 km/h (projektowana)

## Galeria

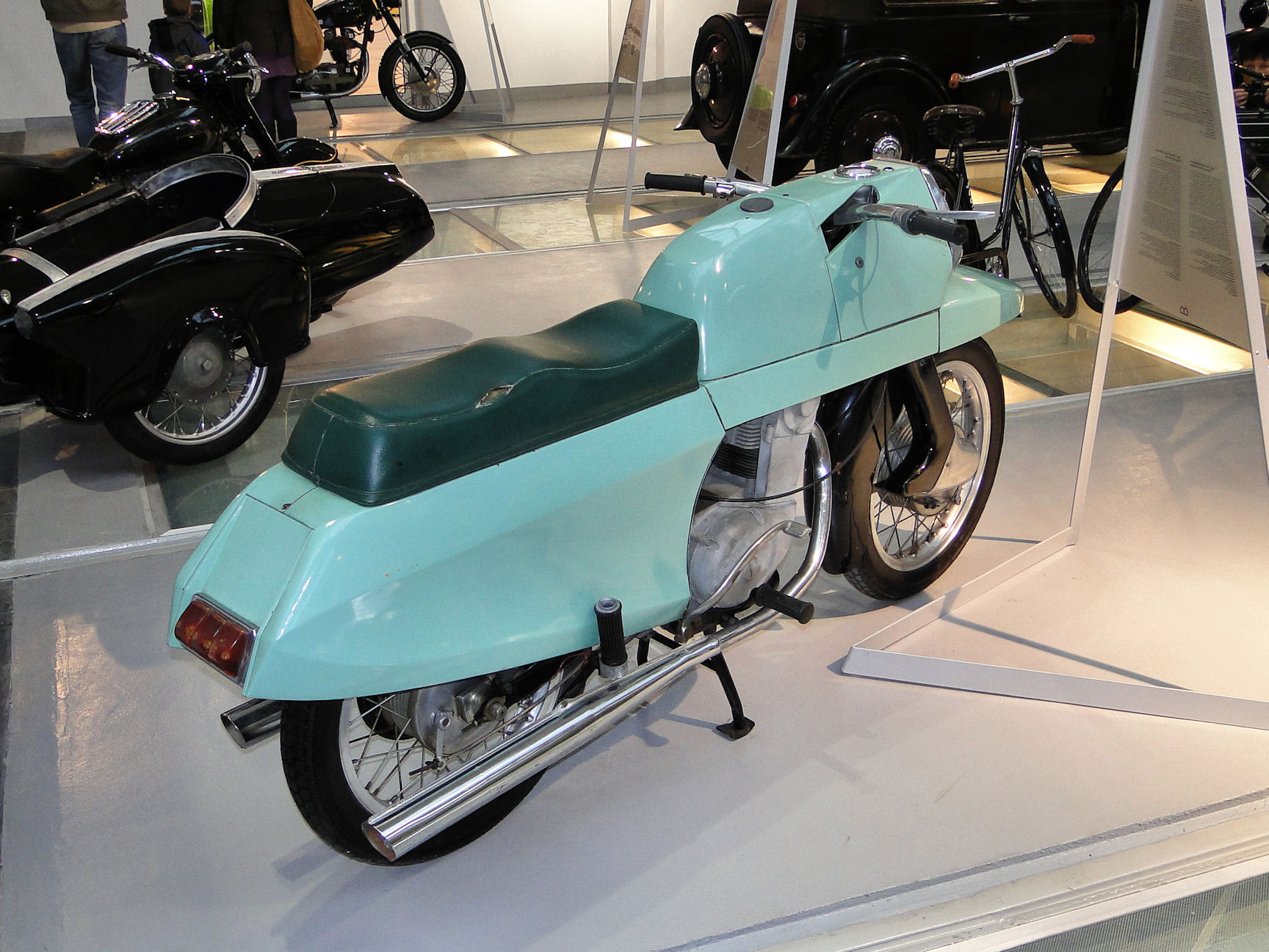
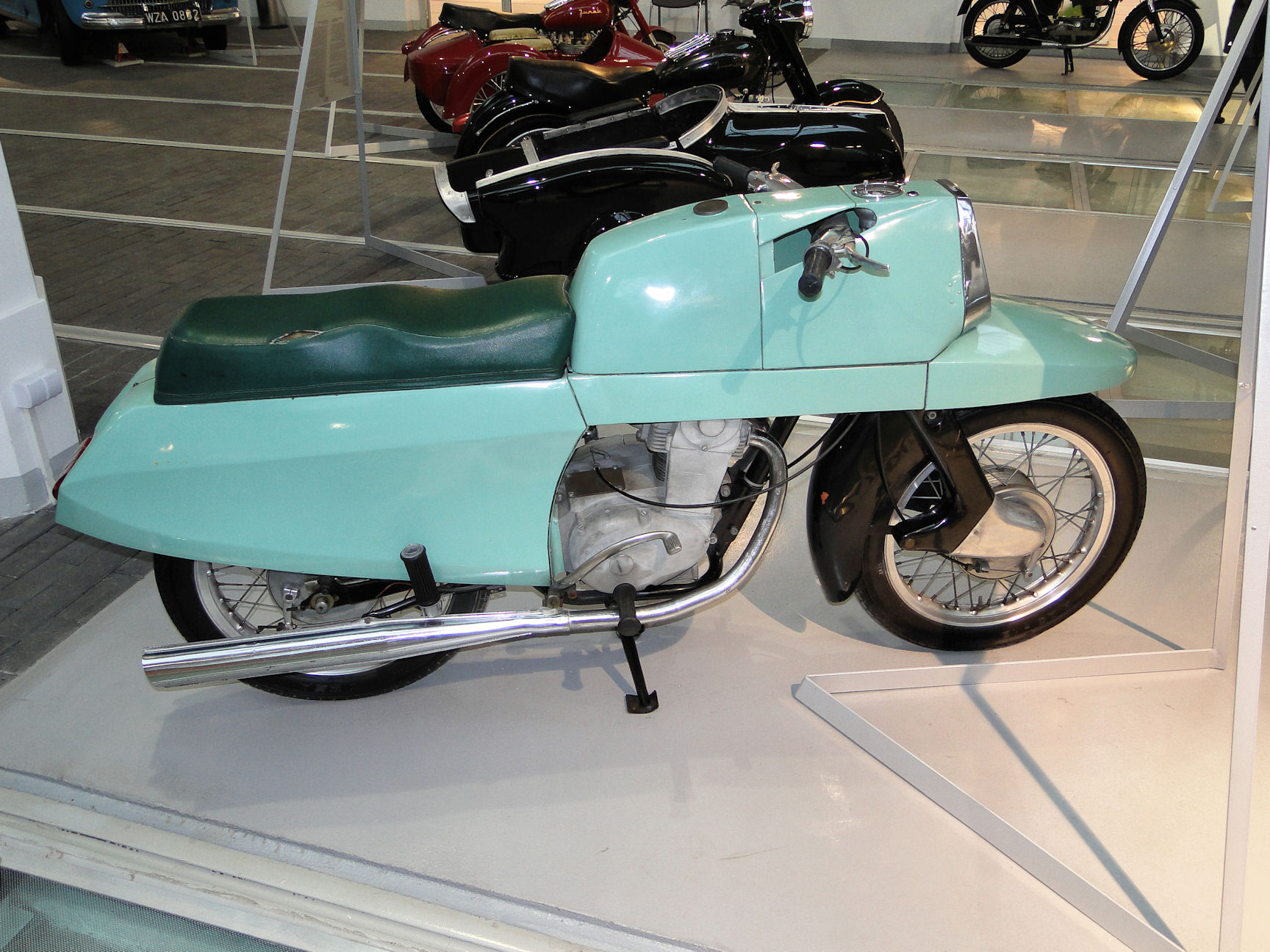
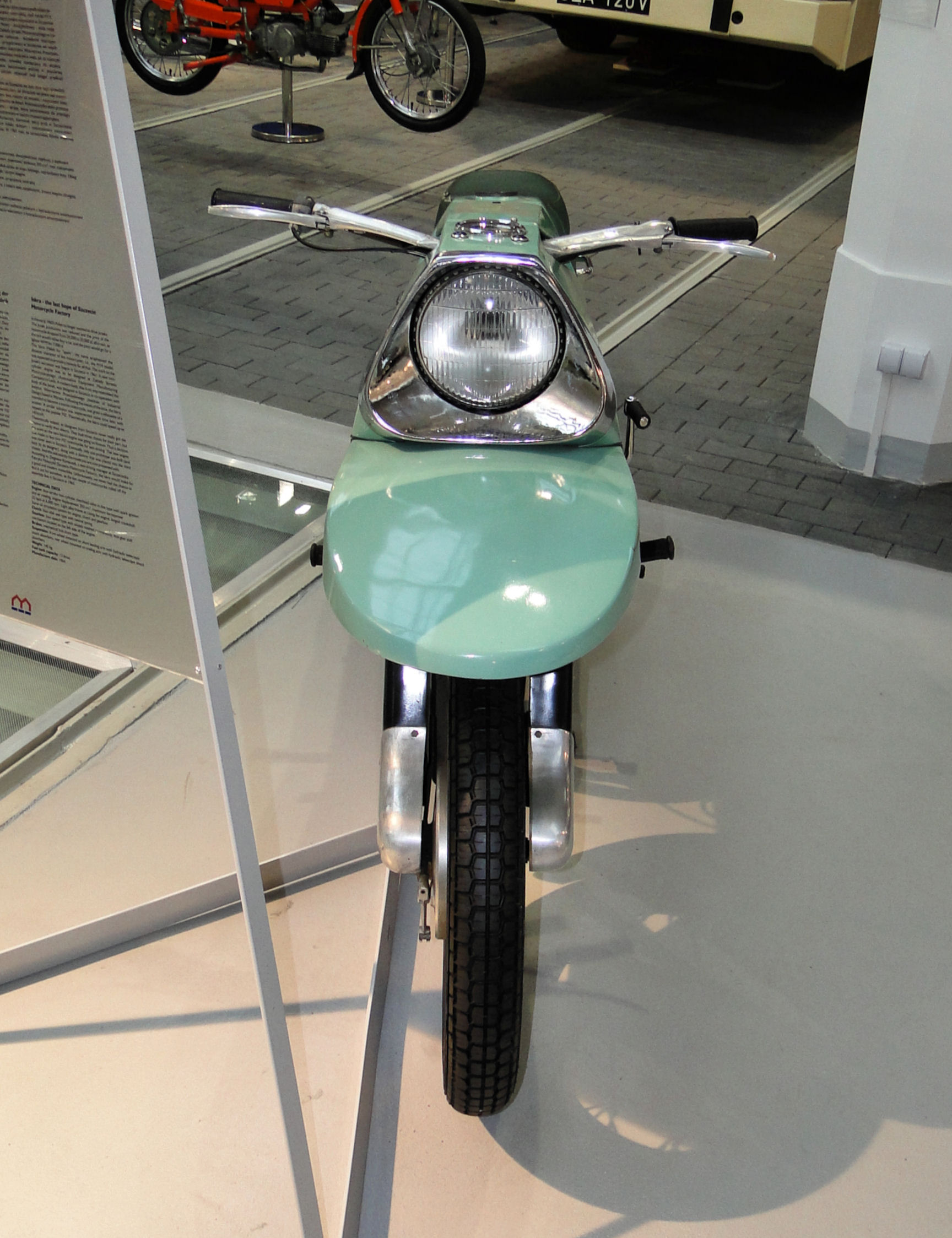
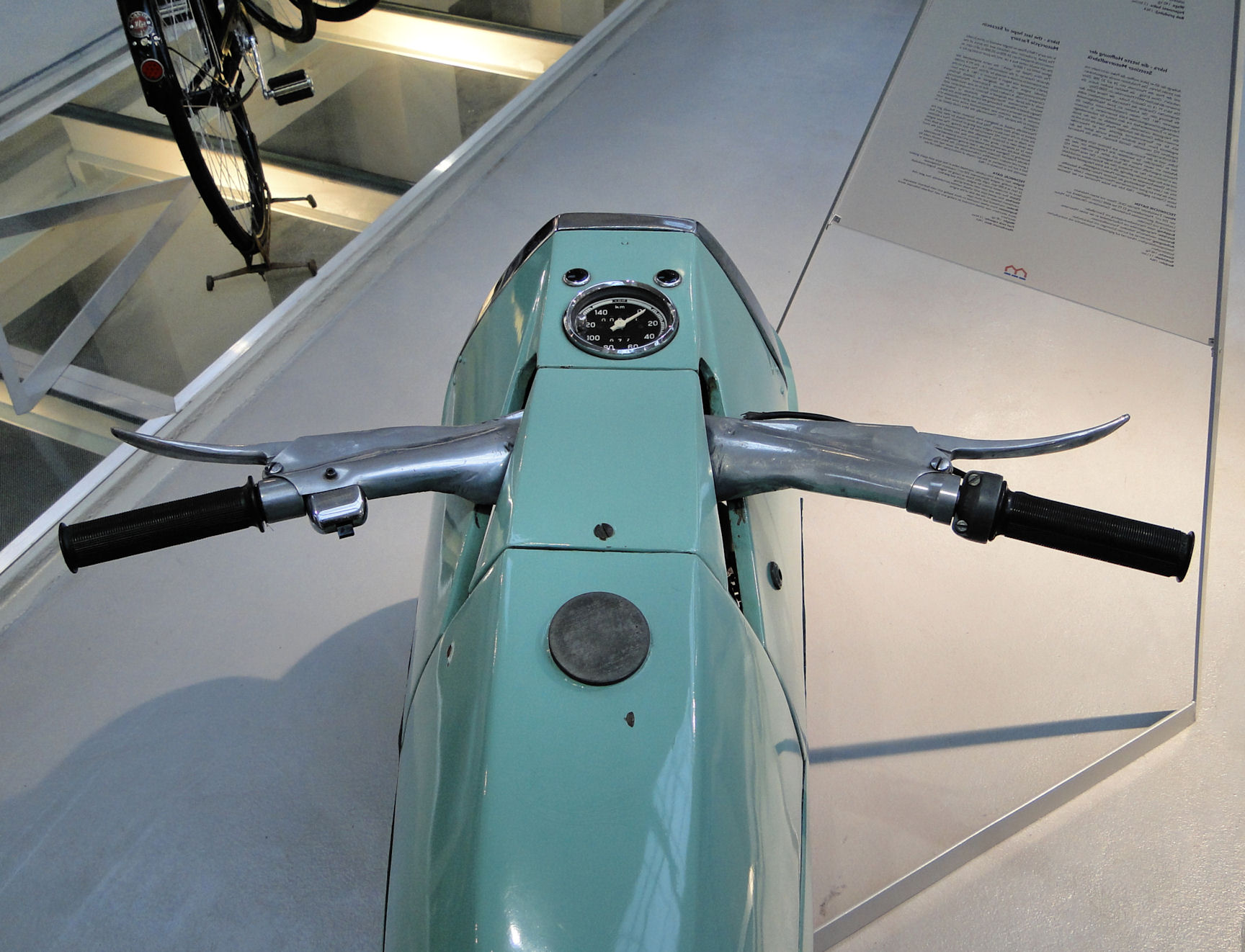